# انگلسبراند
انگلسبراند (به آلمانی: Engelsbrand) یک شهر در آلمان است که در Enz واقع شده‌است. انگلسبراند ۴٬۳۲۵ نفر جمعیت دارد.